# Liste de journaux en Allemagne
Avertissement : cette liste n'est pas exhaustive
A B C D E F G H I J K L M N O P Q R S T U V W X Y Z

## A
- Aachener Nachrichten, quotidien d'Aix-la-Chapelle
- Aachener Zeitung, quotidien d'Aix-la-Chapelle
- Abendzeitung, tabloid bavarois décliné en deux éditions (Nuremberg et Munich)
- Allgäuer Zeitung, édition locale de la Augsburger Allgemeine Zeitung
- Allgemeine Zeitung, journal de la région de Mayence
- Alsfelder Allgemeine, publié à Alsfeld en Hesse, associé à la Gießener Allegemeine
- Augsburger Allgemeine Zeitung, un des principaux quotidien régionaux bavarois

## B
- Badische Neueste Nachrichten, principal quotidien de la région de Karlsruhe
- Badische Zeitung, quotidien du sud-ouest du Bade-Wurtemberg, publié à Fribourg-en-Brisgau
- Badisches Tagblatt, quotidien du Bade-Wurtemberg, diffusé à Baden-Baden et dans l'arrondissement de Rastatt
- Berchtesgadener Anzeiger
- Bergische Morgenpost
- Bergsträßer Anzeiger
- Berliner Morgenpost, l'un des principaux quotidien berlinois après la Berliner Zeitung et  Tagesspiegel
- Berliner Tageblatt
- Berliner Zeitung, principal quotidien berlinois
- Bild-Zeitung, tabloid conservateur à grand tirage, premier quotidien allemand par son nombre de lecteurs
- Bonner Rundschau
- Braunschweiger Zeitung
- Bremer Nachrichten, journal local de la région de Brême
- Bundesanzeiger, Journal officiel de la République fédérale d'Allemagne
- Burghauser Anzeiger
- Butzbacher Zeitung
- B.Z., tabloid berlinois

## C
- Cannstatter Zeitung, édition locale de la Esslinger Zeitung, région de Stuttgart
- Coburger Tageblatt, quotidien publié à Coburg

## D
- Darmstädter Echo
- Der Tag
- Deister- und Weserzeitung (Dewezet), publié à Hameln au Sud de la Basse-Saxe
- Deutscher Reichsanzeiger, ancien bulletin officiel du Reich allemand
- Dithmarscher Landeszeitung, publié à Heide, sur la cote de la mer du Nord au Schleswig-Holstein
- Donaukurier, journal régional publié à Ingolstadt en Bavière, décliné en six éditions locales
- Dresdner Amtsblatt, publication officielle de la ville de Dresde
- Dresdner Neueste Nachrichten, journal de la région de Dresde
- Düsseldorfer Nachrichten

## E
- Eßlinger Zeitung, quotidien d'Esslingen, près de Stuttgart en Bade-Wurtemberg
- Express, tabloid de la Rhénanie-du-Nord-Westphalie, trois éditions à Cologne, Düsseldorf et Bonn

## F
- Fehmarnsches Tageblatt
- Financial Times Deutschland, deuxième quotidien économique allemand (a cessé de paraître en 2012)
- Flensburger Tageblatt, publié à Flensburg au Nord du Schleswig-Holstein, d'orientation conservatrice
- Frankenberger Zeitung
- Frankenpost
- Frankfurter Allgemeine Zeitung (FAZ), l'un des principaux quotidiens nationaux, d'orientation plutôt libéral-conservatrice, publié à Francfort-sur-le-Main
- Frankfurter Neue Presse, quotidien régional publié à Francfort, d'orientation conservatrice
- Frankfurter Rundschau, publié à Francfort, plus à gauche que la FAZ, jouit d'une certaine diffusion nationale
- Frankische Landeszeitung
- Fränkischer Tag
- Freie Presse, journal de la région de Chemnitz
- Freies Wort, journal régional du Sud de la Thuringe, publié à Suhl
- Fuldaer Zeitung

## G
- Gäubote, à Herrenberg.
- Gazette d'Augsbourg
- General-Anzeiger Wuppertal
- General-Anzeiger (Bonn)
- General-Anzeiger (Rhauderfehn)
- Gießener Anzeiger
- Gießener Allgemeine Zeitung
- Die Glocke

## H
- Hamburger Abendblatt
- Hamburger Morgenpost
- Hanauer Anzeiger
- Handelsblatt, premier journal économique allemand
- Hannoversche Allgemeine Zeitung (HAZ)
- Harburger Anzeigen und Nachrichten (HAN)
- Heilbronner Stimme
- Heimat Zeitung (Grünberg/Oberhessen)
- Hessisch-Niedersächsische Allgemeine (HNA)
- Hürriyet, édition spéciale d'un tabloid turc avec, le vendredi, un supplément en allemand

## I
- Ibbenbürener Volkszeitung
- Illertisser Zeitung
- Ilmgauer Anzeiger
- Industrie-Kurier
- Isar-Post
- Isenhagener Kreisblatt

## J
- Jeetzel-Zeitung
- Junge Welt, ancien organe central de la FDJ, premier quotidien de la République démocratique allemande par son tirage.

## K
- Kieler Nachrichten (KN)
- Kölner Stadt-Anzeiger (KStA)
- Kölnische Rundschau (KR)
- Kornwestheimer Zeitung
- Kreis-Anzeiger (Nidda/Büdingen)
- Krifteler Nachrichten

## L
- Landeszeitung für die Lüneburger Heide
- Landsberger Tageblatt
- Landshuter Zeitung
- Lausitzer Rundschau
- Leipziger Volkszeitung
- Lippische Landes-Zeitung
- Ludwigsburger Kreiszeitung
- Lübecker Nachrichten

## M
- Main Echo
- Main-Post (Würzburg)
- Mannheimer Morgen
- Marburger Neue Zeitung
- Märkische Oderzeitung
- Memminger Zeitung
- Millî Gazete, édition allemande d'un journal turc, jugé proche de l'organisation islamiste Millî Görüş par le Verfassungsschutz, il a souvent été critiqué pour avoir publié des articles antisémites
- Mindener Tageblatt
- Der Mittag
- Mittelbayerische Zeitung
- Mitteldeutsche Zeitung
- Münchner Merkur
- Münstersche Zeitung

## N
- Neue Osnabrücker Zeitung
- Neue Presse
- Neue Ruhr/Neue Rhein-Zeitung (NRZ)
- Neues Deutschland (ND), ancien organe central du SED, devenu PDS puis Die Linke
- Neue Tagespost
- Neue Westfälische (NW)
- Neue Württembergische Zeitung (NWZ)
- Nordbayerischer Kurier
- Nordkurier
- Nordsee-Zeitung
- Nordwest-Zeitung (NWZ)
- Nürnberger Nachrichten (NN)
- Nürnberger Zeitung (NZ)

## O
- Oberbayerisches Volksblatt
- Oberhessische Presse (OP)
- Offenbach-Post
- Offenburger Tageblatt
- Oranienburger Generalanzeiger
- Ostfriesische Nachrichten
- Ostfriesen-Zeitung
- Ostseezeitung (OZ)
- Ostthüringer Zeitung

## P
- Passauer Neue Presse
- Patriot (journal)
- Pfälzischer Merkur
- Potsdamer Neueste Nachrichten

## R
- Recklinghäuser Zeitung
- Remscheider General-Anzeiger (rga)
- Rhein-Lahn-Zeitung
- Rhein-Neckar-Zeitung (RNZ)
- Rheinische Post
- Rhein-Zeitung (Coblence et Mayence)
- Die Rheinpfalz
- Rhein-Zeitung
- Ruhr Nachrichten

## S
- Saale-Zeitung
- Saarbrücker Zeitung
- Sabah (en turc)
- Sächsische Zeitung
- Schaumburger Nachrichten (SN)
- Schwäbische Post (SchwäPo) (Aalen)
- Schwäbisches Tagblatt
- Schwäbische Zeitung
- Schwarzwälder Bote
- Schweinfurter Tagblatt
- Schweriner Volkszeitung
- Siegener Zeitung
- Soester Anzeiger
- Straubinger Tagblatt/Landshuter Zeitung
- Stuttgart Journal
- Stuttgarter Nachrichten
- Stuttgarter Zeitung
- Süddeutsche Zeitung, publié à Munich, un des principaux quotidien nationaux, d'orientation sociale-démocrate
- Südkurier
- Südthüringer Zeitung
- Südwest Presse/Schwäbische Donau Zeitung

## T
- Der Tagesspiegel
- Die Tageszeitung (taz), proche des Verts
- Taraf
- Thüringische Landeszeitung
- Trierischer Volksfreund
- Trostberger Tagblatt
- Türkiye

## U
- Uetersener Nachrichten
- Untertürkheimer Zeitung

## V
- Večernji list, édition allemande d'un journal croate, publiée à Francfort-sur-le-Main
- Volksstimme, quotidien de Magdebourg et du Nord de la Saxe-Anhalt

## W
- Waldeckische Landeszeitung (WLZ)
- Walsroder Zeitung
- Die Welt, l'un des principaux quotidiens nationaux, d'orientation plutôt conservatrice, publié à Berlin
- Weser-Kurier
- Westallgäuer
- Westdeutsche Allgemeine Zeitung (WAZ)
- Westdeutsche Zeitung (WZ)
- Westfalen-Blatt (WB)
- Westfalen-Post (WP) proche de la CDU
- Iserlohner Kreisanzeiger und Zeitung
- Westfälische Nachrichten
- Westfälische Rundschau (WR) proche du SPD
- Westfälischer Anzeiger
- Wetterauer Zeitung
- Wetzlarer Neue Zeitung (WNZ), journal régional publié à Wetzlar en Hesse,
- Wiesbadener Kurier
- Wiesbadener Tagblatt
- Wilhelmshavener Zeitung
- Wolnzacher Anzeiger
- Wormser Zeitung

## Y
- Yeni Özgür Politika, journal kurde, considéré proche du PKK et surveillé par le Verfassungsschutz

## Z
- Zaman
- Zevener Zeitung
- Zollern-Alb-Kurier

A B C D E F G H I J K L M N O P Q R S T U V W X Y Z